# Transketoloaza
Transketolaza – jeden z enzymów cyklu pentozofosforanowego. Katalizuje reakcję przeniesienia grupy glikoaldehydowej z D-ksylulozo-5-fosforanu na D-rybozo-5-fosforan. Koenzymem reakcji jest pirofosforan tiaminy, który łącząc się z fragmentem dwuwęglowym pośredniczy w przekazywaniu go na właściwy substrat.